# Chaetodipus lineatus
Chaetodipus lineatus là một loài động vật có vú trong họ Chuột kangaroo, bộ Gặm nhấm. Loài này được Dalquest mô tả năm 1951.